# Tadeusz Spychała
Tadeusz Spychała (ur. 15 sierpnia 1933 w Lesznie, zm. 29 sierpnia 2003 w Wiedniu) – polski architekt na stałe mieszkający w Austrii. 

## Życiorys
W latach 50. zamieszkał w Nowej Hucie, był absolwentem Wydziału Architektury Politechniki Krakowskiej im. Tadeusza Kościuszki. Po studiach przebywał w Wiedniu, następnie praktykował w Niemczech w pracowni Karla Schwanzera, gdzie stworzył projekt wieżowca zarządu BMW w Monachium.
Twórca wielu projektów warszawskich budynków, takich jak hotel InterContinental, Kolmexu oraz Europlexu przy ul. Puławskiej. Był również współprojektantem hoteli: Holiday Inn (obecnie hotel Mercure Warszawa Centrum) przy ul. Złotej, Sheraton na pl. Trzech Krzyży oraz Radisson przy ul. Grzybowskiej, a także biurowca PZU Tower.
Członek Stowarzyszenia Architektów Polskich.

## Wybrane projekty
| Rok ukończenia                 | Obiekt                                                        | Obiekt | Lokalizacja |        |
| ------------------------------ | ------------------------------------------------------------- | ------ | ----------- | ------ |
| 1986                           | budynek mieszkalny przy Elterleinplatz 9-12                   |        | Wiedeń      | [ 5 ]  |
| 1989                           | hotel Holiday Inn (obecnie hotel Mercure Centrum)             |        | Warszawa    | [ 3 ]  |
| 1992                           | biurowiec Kolmex                                              |        | Warszawa    | [ 6 ]  |
| 1996                           | hotel Sheraton Grand Warsaw                                   |        | Warszawa    | [ 6 ]  |
| 1999                           | biurowiec Europlex                                            |        | Warszawa    | [ 7 ]  |
| 2000                           | biurowiec PZU Tower                                           |        | Warszawa    | [ 8 ]  |
| 2003                           | hotel InterContinental Warszawa                               |        | Warszawa    | [ 9 ]  |
| 2003                           | hotel Radisson Collection Hotel Warsaw                        |        | Warszawa    | [ 10 ] |
| nieukończony, wyburzony w 2023 | biurowiec spółki System Gazociągów Tranzytowych „EuRoPol Gaz” |        | Warszawa    | [ 11 ] |